# Eupithecia raniata
Eupithecia raniata là một loài bướm đêm trong họ Geometridae.